# Stouchsburg
Stouchsburg est une census-designated place située dans le comté de Berks, dans le Commonwealth de Pennsylvanie, aux États-Unis. Sa population s’élevait à 600 habitants lors du recensement de 2010.

## Histoire
Stouchsburg a été inscrite sur le registre national des lieux historiques en 1985.